# Paul Giéra

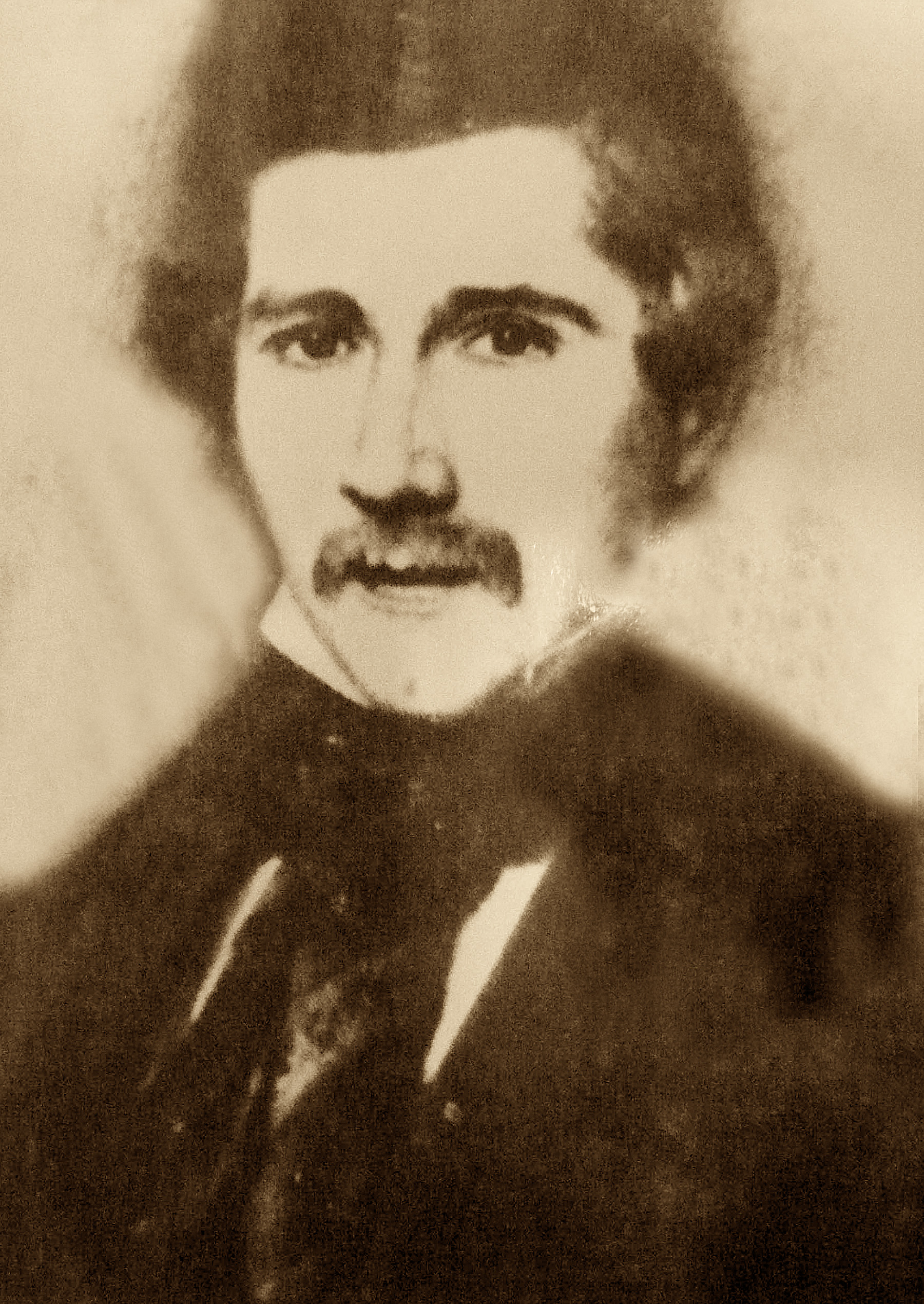
Paul Giéra 1854.

Paul Giéra, född den 22 januari 1816 i Avignon, död där den 26 april 1861, var en fransk skald.
Giéra var en av de sju framstående, nyprovensalska diktare, vilka på det Giéra tillhöriga slottet Font-Ségugne i Vaucluse den 21 maj 1854 stiftade Feliberförbundet. Giéras dikter, vilka utmärks av formtalang eller lyrisk fläkt, förekommer spridda i olika nyprovensalska publikationer, bland annat i Feliberförbundets organ Armana prouvencau.